# Karl-Josef Jochem
Karl-Josef Jochem (* 29. Juli 1952 in Illingen (Saar); † 19. März 2024 ebenda) war ein deutscher Politiker (ÖDP, bis 2021 FDP). Er war Vizepräsident des saarländischen Landtags.

## Ausbildung und Beruf
Jochem schloss 1974 die Berufsfachschule Polizei mit mittlerer Reife ab. Er absolvierte zuvor von 1967 bis 1970 eine kaufmännische Lehre im Einzelhandel, bevor er 1971 der saarländischen Polizei beitrat. Von 1974 bis 1978 folgten Einzeldienst bei der uniformierten Polizei und danach bis 1985 eine Tätigkeit beim Landesamt für Verfassungsschutz.

## Parteimitgliedschaft und Landtag
Jochem war ab 1975 Mitglied der FDP im Ortsverband Illingen und ab 1980 Mitglied im Kreisvorstand Neunkirchen seiner Partei. 1982 war er stellvertretender Ortsvorsitzender der FDP in Illingen. Ab 1982 war er Mitglied im Landesfachausschuss Umwelt der FDP im Saarland. Von 1985 bis 1989 und 1990 bis 2000 war er Vorsitzender der FDP in Illingen sowie von 1999 bis 2000  Vorsitzender des FDP-Kreisverbands Neunkirchen. Von 2000 bis 2002 war er Landesvorsitzender und von 2002 bis 2010 stellvertretender Landesvorsitzender der FDP im Saarland.
Im Jahr 1992 kam er als Nachrücker in den saarländischen Landtag der 10. Wahlperiode und gehörte ihm bis zum Ende der Wahlperiode 1994 an. Über die Landesliste der FDP kam er erneut in den Landtag der 13. Wahlperiode, die von 2004 bis 2009 dauerte. Im selben Jahr kam er wieder über die FDP-Landesliste in den Landtag der 14. Wahlperiode. Mit der Selbstauflösung des Landtages durch Beschluss vom 26. Januar 2012 endete die Wahlperiode vor Ablauf der in der Verfassung vorgesehenen fünf Jahre und Jochem schied aus dem Landtag aus. 
Von 2009 bis 2012 amtierte er als Vizepräsident des Landtages. Außerdem war er Vorsitzender des Ausschusses für Umwelt, Energie und Verkehr. Darüber hinaus war er umweltpolitischer und innenpolitischer Sprecher seiner Fraktion und Mitglied im Ausschuss zu Fragen des Verfassungsschutzes.
2021 trat er aus der FDP aus und wechselte zur ÖDP, für die er bei der Landtagswahl 2022 auf Platz 3 der Landesliste antrat.

## Bürgerschaftliches Engagement
Jochem war Mitglied der Gesellschaft zur Erhaltung alter und gefährdeter Haustierrassen und züchtete Skudden, eine der ältesten Schafrassen, Marderkaninchen sowie die Hühnerrassen Brakel, Sulmtaler sowie Mechelner. Er war seit dem Jahr 2013 Sprecher der Regionalgruppe Saarland.

## Familie
Jochem war verheiratet und hatte zwei Kinder.